# Русько-Комарівське газове родовище
Русько-Комарівське газове родовище — належить до Закарпатської газоносної області Західного нафтогазоносного регіону України.

## Опис
Розташоване в Ужгородському районі Закарпатської області на відстані 15 км від м. Ужгород.
Належить до північно-західної частини Закарпатського внутрішнього прогину.
Виявлене в 1961 р.
Структура являє собою брахіантикліналь субмеридіонального простягання розміром 4,0х2,5 м, висотою 250 м з лаконітовим тілом гранодіорит-порфірів на рівні бадену. Трьома тектонічними розривами з амплітудами 140—350 м складка розбита на окремі блоки.
Перший промисловий приплив газу отримано в 1985 р. з відкладів верхнього бадену і нижнього сармату.
Поклади пластові, склепінчасті, тектонічно екрановані. Режим Покладів газовий. Запаси початкові видобувні категорій А+В+С1: газу — 2044 млн. м³.

## Хід експлуатації
Виробництво на Русько-Комарівському родовищі було призупинено 1 квітня 2016 року, а в природному газі з існуючих свердловин на ньому
вміст азоту, перевищує допустиму межу по Кодексу газорозподільних систем.
У 2017 р. повідомлено, що Cub Energy Inc. інвестує близько $ 1,6 млн у відновлення виробництва на родовищі.